# Artsana
Artsana est une société multinationale italienne spécialisée dans la véno-puncture et les médicaments, fondée en 1946.

## Histoire
Artsana est une société italienne qui a été fondée en 1946 par Pietro Catelli.
Entreprise commerciale spécialisée dans la véno-puncture et les médicaments, la société est active dans la distribution des produits de soins de santé et pour les nourrissons produits.
Le siège de la société se trouve à Grandate (Côme) en Italie, où se trouvent les principales usines de fabrication. Le groupe compte plus de 6500 employés répartis dans le monde entier. Six unités de production sont présentes dans le territoire de l'Union européenne.
Depuis 1958, elle réalise des produits de puériculture sous la marque Chicco.
Les autres produits comprennent seringues hypodermiques, la ligne de produits cosmétiques et prophylactiques Lycie et Prénatal (acquise en 1996).
Artsana qui est présente dans les pays principaux du monde, souvent avec des entreprises mises en place localement est propriétaire des marques :
- Enfance
  - Chicco[4].
  - Prenatal
  - Neobaby
- Santé
  - Indolor
  - Serenity
  - Control
- Beauté
  - Lycia - vendue à Sodalis le 14 octobre 2016[5]
  - Korff